# Saveli Sadoma
Saveli Sadoma (en ruso: Савелий Садома; Najodka, 12 de octubre de 1998) es un deportista ruso que compite en boxeo.
Ganó una medalla de bronce en el Campeonato Mundial de Boxeo Aficionado de 2021 y una medalla de bronce en el Campeonato Europeo de Boxeo Aficionado de 2024, ambas en la categoría de 80 kg.

## Palmarés internacional
| Campeonato Mundial | Campeonato Mundial | Campeonato Mundial | Campeonato Mundial |
| Año                | Lugar              | Medalla            | Categoría          |
| ------------------ | ------------------ | ------------------ | ------------------ |
| 2021               | Belgrado (Serbia)  | Medalla de bronce  | 80 kg              |
| Campeonato Europeo |                    |                    |                    |
| Año                | Lugar              | Medalla            | Categoría          |
| 2024               | Belgrado (Serbia)  | Medalla de bronce  | 80 kg              |